# Alanis Siffert
Alanis Siffert (* 21. November 2001 in Villars-sur-Glâne) ist eine Schweizer Triathletin. Sie ist amtierende Vize-Europameisterin auf der Triathlon-Langdistanz (2024) und wird in der Bestenliste Schweizer Triathletinnen auf der Ironman-Distanz als Zweite geführt.

## Werdegang
Alanis Siffert war seit 2015 im Schwimmsport aktiv und wechselte 2021 zum Triathlon. Im Juni 2023 wurde sie Zweite hinter Leana Bissig bei den Schweizer Meisterschaften auf der Triathlon-Sprintdistanz.
Auf der Triathlon-Langdistanz gewann Siffert im Juli 2024 den Triathlon EDF Alpe d’Huez. Im September wurde die 22-Jährige in Almere Vize-Europameisterin auf der Triathlon-Langdistanz.
Siffert gewann zum Ende der Saison 2024 die Wertung der Challenge-Rennserie und kassierte den Family World Bonus in der Höhe von 22.000 US-Dollar.
Im Juli 2025 wurde die 23-Jährige auf der Langdistanz Dritte bei der Challenge Roth.
Im Juli konnte sie auch ihren Titel beim Triathlon EDF Alpe d’Huez auf der Langdistanz erfolgreich verteidigen.
|-
Siffert lebt in St. Moritz. Sie wird trainiert von Brett Sutton.

## Sportliche Erfolge
| Datum/Jahr    | Rang | Wettbewerb                                        | Austragungsort | Zeit     | Bemerkung                    |
| ------------- | ---- | ------------------------------------------------- | -------------- | -------- | ---------------------------- |
| 17. Nov. 2024 | 2    | Laguna Phuket Triathlon                           | Phuket         | 02:39:54 | hinter der Britin Kate Waugh |
| 25. Juni 2023 | 2    | Schweizer Meisterschaften Triathlon Sprintdistanz | Zürich         | 01:03:58 |                              |

| Datum/Jahr    | Rang | Wettbewerb                                                   | Austragungsort  | Zeit     | Bemerkung                                                                          |
| ------------- | ---- | ------------------------------------------------------------ | --------------- | -------- | ---------------------------------------------------------------------------------- |
| 30. Juli 2025 | 1    | Triathlon EDF Alpe d’Huez                                    | Alpe d’Huez     | 06:18:37 | Siegerin auf der Langdistanz                                                       |
| 6. Juli 2025  | 3    | Challenge Roth                                               | Roth            | 08:41:41 |                                                                                    |
| 26. Apr. 2025 | 1    | Challenge Taiwan Half                                        | Taiwan          | 04:15:26 |                                                                                    |
| 1. März 2025  | 6    | Ironman New Zealand                                          | Taupō           | 09:25:52 | hinter der Australierin Regan Hollioake                                            |
| 10. Nov. 2024 | 1    | Challenge Xiamen                                             | Xiamen          | 04:06:08 | Siegerin der Erstaustragung                                                        |
| 19. Okt. 2024 | 1    | Challenge Mallorca                                           | Peguera         | 04:10:21 |                                                                                    |
| 14. Sep. 2024 | 2    | ETU Challenge Long Distance Triathlon European Championships | Almere          | 08:30:16 | Vize-Europameisterin Triathlon Langdistanz; persönliche Bestzeit                   |
| 7. Sep. 2024  | 1    | Triathlon de Gérardmer                                       | Gérardmer       | 04:45:48 |                                                                                    |
| 25. Juli 2024 | 1    | Triathlon EDF Alpe d’Huez                                    | Alpe d’Huez     | 06:20:31 | Siegerin auf der Langdistanz (2,2 km Schwimmen, 118 km Radfahren und 20 km Laufen) |
| 23. Juni 2024 | 2    | Challenge Walchsee-Kaiserwinkl                               | Walchsee        |          | hinter Julie Derron                                                                |
| 2. Juni 2024  | 2    | Ironman 70.3 Switzerland                                     | Rapperswil-Jona | 03:52:30 | verkürzte Distanz; hinter Julie Derron                                             |
| 2. Sep. 2023  | 2    | Triathlon de Gérardmer                                       | Gérardmer       |          |                                                                                    |
| 20. Aug. 2023 | 2    | Allgäu Triathlon                                             | Bühl am Alpsee  |          | auf der Mitteldistanz hinter Rebecca Robisch                                       |

(DNF – Did Not Finish)